# 保守宫

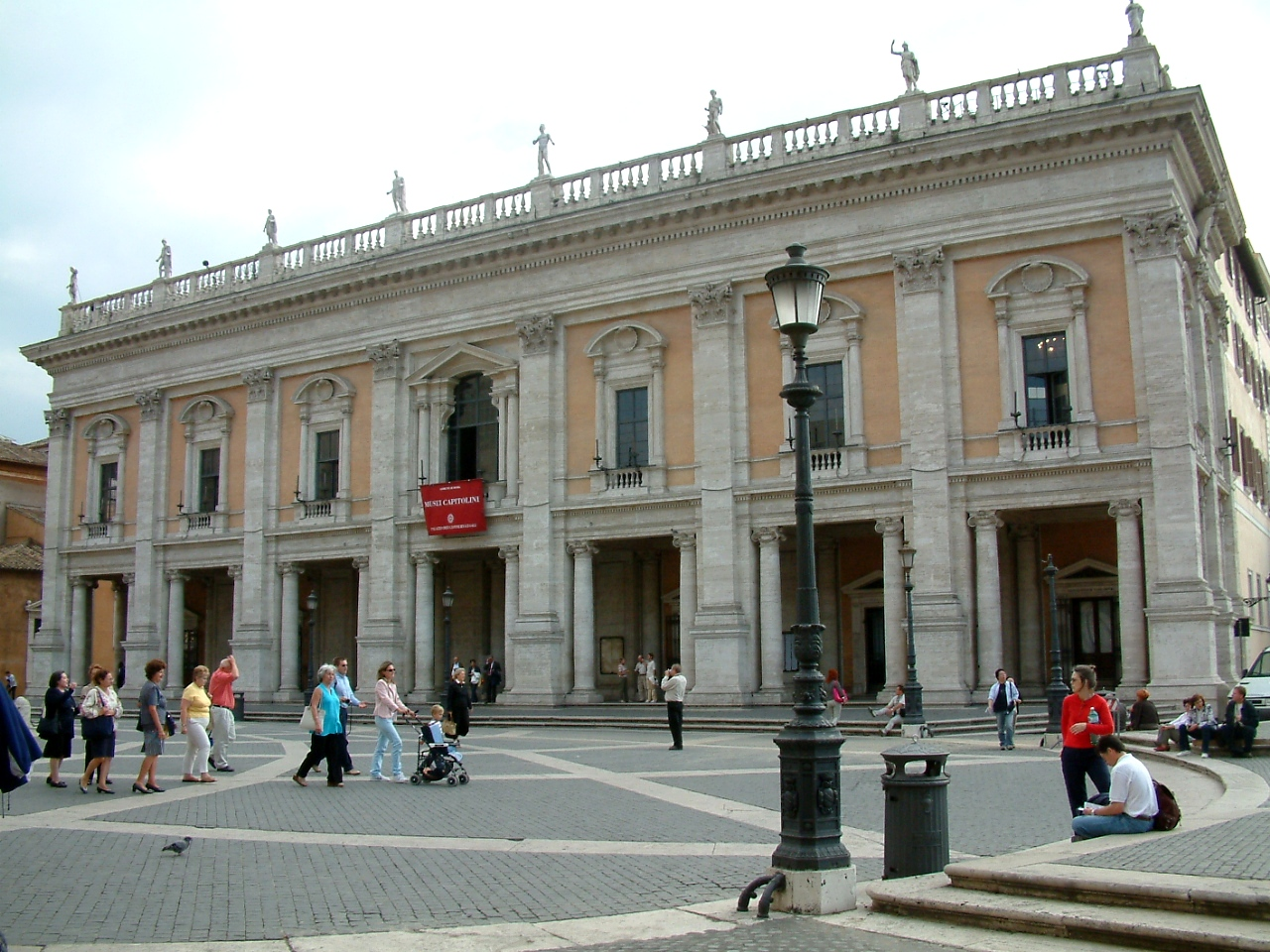
保守宫

保守宫（義大利語：Palazzo dei Conservatori）位于罗马的卡比托利欧广场，元老宫之右侧，与新宫相对。保守宫和新宫，连同 罗马国家档案馆，都是卡比托利欧博物馆的展厅。保守宫得名于这里在中世纪曾是市政官员（Conservatori）驻地，他和参议院（senato）一起管理这座永恒之城。
米开朗琪罗受委托负责整个修缮工作，他设计了新的外观，但没能看到完成就去世了。这项工作由圭多·圭代蒂（Guido Guidetti）继续进行，1568年由贾科莫·德拉·博塔完成，他们忠实地遵循了米开朗基罗的图纸。